# نیکولا میتروویچ
نیکولا میتروویچ (صربی: Nikola Mitrović؛ زادهٔ ۲ ژانویهٔ ۱۹۸۷) بازیکن فوتبال اهل صربستان است.
از باشگاه‌هایی که در آن بازی کرده‌است می‌توان به باشگاه فوتبال ویسوا کراکوف، باشگاه فوتبال ویدتون، باشگاه فوتبال مکابی تل آویو، باشگاه فوتبال ولگا نیژنی نووگورود، باشگاه فوتبال اویپشت، و باشگاه فوتبال پارتیزان اشاره کرد.
وی همچنین در تیم ملی فوتبال صربستان بازی کرده‌است.